# Klaudia Cymanow-Sosin

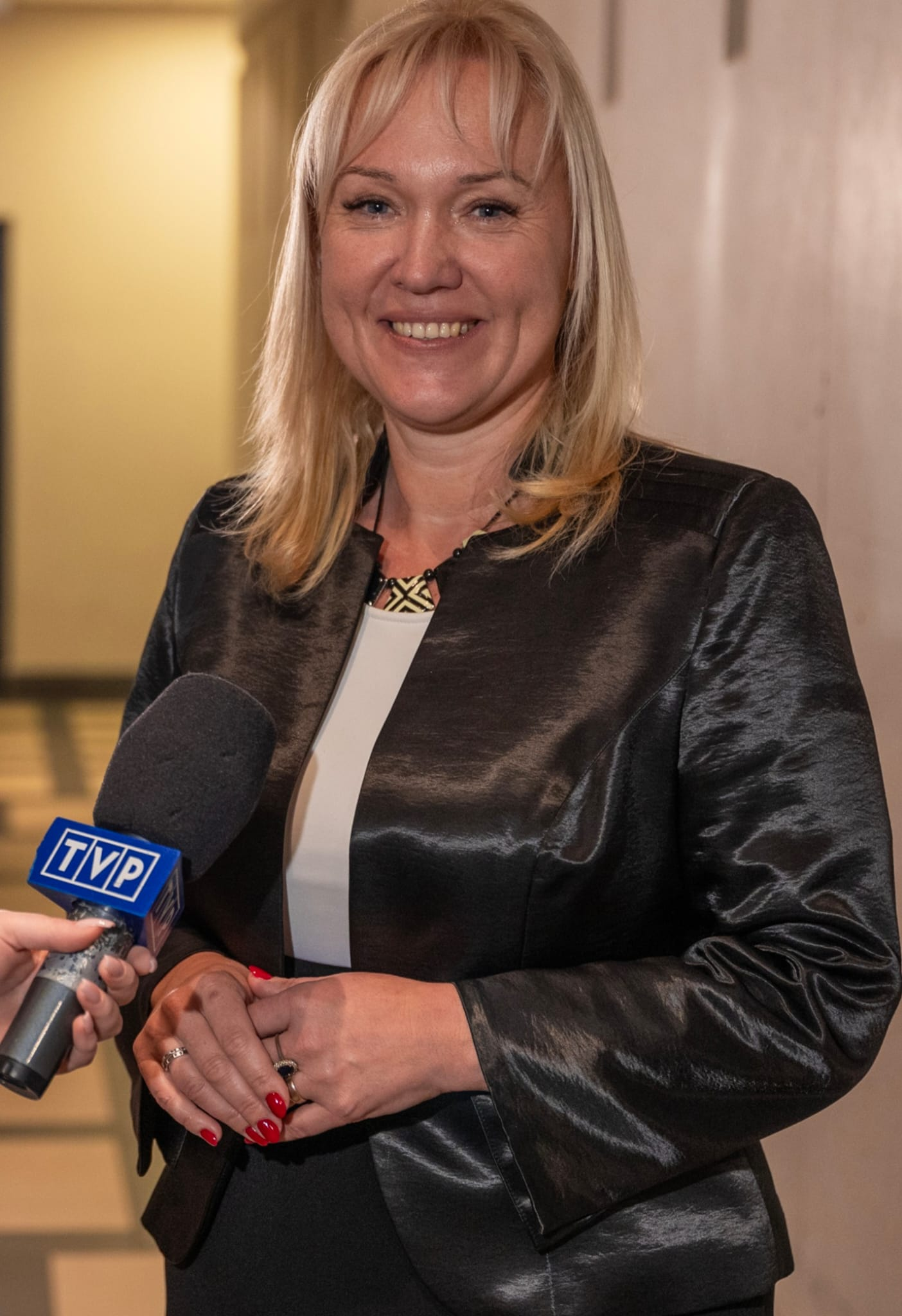

Klaudia Cymanow-Sosin (ur. 11 października 1977 w Brzesku), prof. UPJPII, prezes Stowarzyszenia Absolwentów i Przyjaciół UPJPII, doktor habilitowana w zakresie nauk o komunikacji społecznej i mediach na UMCS w Lublinie, doktorat w zakresie literaturoznawstwa na UKEN w Krakowie, pracownik Uniwersytetu Papieskiego Jana Pawła II w Krakowie, kierownik Katedry Komunikacji Społecznej i Promocji Idei na Wydziale Nauk o Komunikacji UPJPII w Krakowie, wcześniej: kierownik dyscypliny nauki o komunikacji społecznej i mediach (2021-2022), kierownik kierunku: komunikowanie promocyjno-wizerunkowe – reklama, branding, public relations (2019-2021), zastępca dyrektora Instytutu Dziennikarstwa i Komunikacji Społecznej (marzec 2017 - wrzesień 2020). Pełni funkcje: opiekuna naukowego Koła Naukowego Komunikacji Wizerunkowego (KNKW UPJPII), wykładowcy na studiach MBA, w Szkole Doktorskiej UPJPII, dwukrotna wiceprzewodnicząca Rady Programowej Radia Kraków, członek Rady Programowej Radia Rzeszów, laureatka Nagrody Krajowej Rady Radiofonii i Telewizji im. dr. Pawła Stępki za 2020 rok za książkę: Lokowanie idei w reklamie. Studium analityczno-badawcze na podstawie treści w polskiej wersji serwisu YouTube.

## Życiorys
Studiowała w Instytucie Filologii Polskiej (1996-2001) Studium Dziennikarskim (1998-2000)  Uniwersytetu Pedagogicznego (dyplom na podstawie dokumentu filmowego: „…bo nie jesteś ostateczna”) oraz europeistykę na Wydziale Studiów Międzynarodowych i Politycznych Uniwersytetu Jagiellońskiego (studia podyplomowe 2001-2004), uzyskując dyplom na podstawie pracy Mniejszości narodowe i etniczne w mediach elektronicznych. Stypendystka Fundacji im. Stanisława Pigonia oraz Fundacji im. Zofii i Władysława Pokusów. W 2008 roku uzyskała stopień doktora nauk humanistycznych w zakresie literaturoznawstwa w obszarze teorii komunikacji na podstawie dysertacji Funkcje metafory we współczesnym przekazie reklamowym (2008). Stopień doktora habilitowanego nauk o mediach i komunikacji społecznej otrzymała na Uniwersytecie Marii Curie-Skłodowskiej w Lublinie w 2021 roku na podstawie wydanej w 2020 roku książki Lokowanie idei w reklamie. Studium analityczno-badawcze na podstawie treści w polskiej wersji serwisu YouTube. Wcześniej była m.in. prezesem zarządu Wydawnictwa Edukacyjnego i p.o. prezesa Niepublicznego Instytutu Kształcenia Nauczycieli WE, wydawnictwa „Hipertex” i redaktor naczelną „Wiadomości Dzielnicy XI”, członkiem redakcji pisma uczelnianego „Konspekt”, członkiem biura organizacyjnego Festiwalu „U siebie – At Home” - Telewizja Polska, oddział w Krakowie, współpracowała z Radiem Plus, Radiem Kraków i Telewizją Polska, oddział w Krakowie. Wzięła udział w wielu projektach naukowych i wdrożeniowych, m.in.: „Skonsolidowany Plan Rozwoju Uniwersytetu Papieskiego Jana Pawła II w Krakowie – projekt współfinansowany przez Unię Europejską ze środków Europejskiego Funduszu Społecznego w ramach Programu Wiedza Edukacja Rozwój 2014-2020”, „Monitoring programów informacyjnych nadawcy publicznego w aspektach etycznym i prawnym dotyczących misyjności i zawodu dziennikarskiego”, „Uniwersytet Dzieci”, jury konkursu medialnego i panelu naukowego Międzynarodowego Festiwalu Folkloru Ziem Górskich (projekt Województwa Małopolskiego), panelu eksperckim konkursu filmowego „Slavagard”, panelu dyskusyjnym X Festiwalu Filmowego „Vitae valor”, panelu Krakowskich spotkań z duszą, I Ogólnopolskim Kongresie Młodych, jury Ogólnopolskiej Edycji „Booktrailer Film Festiwal” (IDIKS UPJPII jako partner projektu), projektu w ramach konkursu Narodowego Centrum Badań i Rozwoju: „Zintegrowane Programy Uczelni (kierownik kierunku: Komunikowanie promocyjno-wizerunkowe: reklama, branding, public relations)”, międzynarodowym panelu dyskusyjnym stowarzyszenia ASPIRE - Sheraton z wystąpieniem nt. bezpieczeństwa i organizacji ŚDM (2016).
Specjalizuje się w zakresie mediów i komunikacji wizerunkowej, reklamy, marketingu oraz public relations. Do prowadzonych przedmiotów należą m.in.: Podstawy public relations; Podstawy promocji, reklamy i marketingu; Media relations, Perswazyjność w komunikacji wizerunkowej i języku, Komunikowanie wizerunkowe – szanse i mity, Misja i organizacja uniwersytetu, Propedeutyka studiów, Strategie i techniki mediacji i negocjacji. Współpracuje z uniwersyteckimi wydawnictwami naukowymi, m.in. „Studia Socialia Cracoviensia”, „Zeszyty Prasoznawcze” Ośrodka Badań Prasoznawczych Uniwersytetu Jagiellońskiego, „Media. Biznes. Kultura” Uniwersytetu Gdańskiego, „Kultura-Media-Teologia” Uniwersytetu Kardynała Stefana Wyszyńskiego w Warszawie, „Studia Medioznawcze” Uniwersytetu Warszawskiego, „Studia de Cultura” i  „Annales Universitatis Paedagogicae Cracoviensis, Studia Historicolitteraria” Uniwersytetu Pedagogicznego, „Rocznik Medioznawczy PAU”, „Nierówności Społeczne a Rozwój Gospodarczy”, „Krakowskie Studia Małopolskie”, „Horyzonty Wychowania”, czy „Naukowy Przegląd Dziennikarski”.
Zasiada w jury olimpiad i konkursów z zakresu mediów, m.in. jako współorganizator Olimpiady Wiedzy o Mediach, członek jury Konkursu Filmowego TVP Kraków w ramach ŚDM, członek jury międzynarodowego Konkursu Fotograficznego dla profesjonalistów i amatorów w ramach Międzynarodowego Festiwalu Folkloru Ziem Górskich oraz członek jury Festiwalu filmowego „Slavagard”.
Ma na swoim koncie udział w audycjach radiowych, także w ramach członkostwa w radzie programowej (na podstawie Uchwały 45/2017 z dnia 16 lutego 2017 r. w sprawie powołania Rady Programowej spółki Polskie Radio Regionalna Rozgłośnia w Krakowie – Radio Kraków Spółka Akcyjna); a także prowadzenie i współrealizację cyklu audycji o charakterze zapewnienia bezpieczeństwa i profilu edukacyjnym dotyczących funkcjonowania służb (w tym Centrum Powiadamiania Ratunkowego, Wojewódzkiego Centrum Zarządzania Kryzysowego, Oddziału Planowania Cywilnego i Bezpieczeństwa Publicznego, Oddziału Zabezpieczenia Logistycznego i Ochrony Ludności oraz służb zespolonych, jak np. Komenda Wojewódzka Policji w Krakowie, Komenda Wojewódzka Państwowej Straży Pożarnej w Krakowie, Oddziały Straży Granicznej); współtworzenie dodatków prasowych do „Dziennika Polskiego” z zakresu przygotowania, organizacji i przebiegu ŚDM oraz współautorstwo scenariusza i  współpracę w zakresie postprodukcji i kontroli publikacji audycji i ich powtórek na antenie „Radia Kraków” oraz za pośrednictwem mediów społecznościowych (Facebook i Twitter).
W ramach współpracy z jednostkami naukowymi od samego początku jej powstania jest związana z Komisją Medioznawczą PAU jako członek założyciel i aktywny prelegent posiedzeń KM PAU. Uczestniczy w komitetach organizacyjnych konferencji naukowych w ramach UPJPII oraz współpracy z innymi jednostkami, m.in.: Komitet Organizacyjny konferencji KM PAU (sekretarz ds. kontaktów medialnych), Komitet Organizacyjny Konferencji „Etyka Mediów”, Komitet Organizacyjny międzynarodowych konferencji z cyklu „Media for Man”.
Prowadzi szkolenia i warsztaty z zakresu kultury (m.in. webinary dla Narodowego Instytut Dziedzictwa) komunikacji społecznej i mediów, w tym dla podmiotów publicznych i dla uczniów szkół średnich (np. II Kongres Kultury Regionów, Nowy Sącz 18-21 października 2016 – prowadzenie warsztatów medialnych: „Bądź rzecznikiem dobrej sprawy”, V Kongres Kultury Regionów, Nowy Sącz 17-19 października 2019 – prowadzenie warsztatów medialnych: „O gustach się nie dyskutuje, czyli sacrum i profanum w komunikacji promocyjnej i reklamowej – jak  mądrze ocenić czy reklamujemy się godnie”). Bierze czynny udział w przedsięwzięciach organizowanych przez pracowników wydziałów, skupiających kierunki związane z mediami i komunikacją społeczną, aktywizując młodzież maturalną szkół średnich i wskazując możliwości podjęcia studiów wyższych dla osób z mniejszych ośrodków poprzez zaprezentowanie atrakcyjnej oferty naukowej i pokazanie potencjału studiów uniwersyteckich.
Jest członkiem Polskiego Towarzystwa Komunikacji Społecznej w sekcji aksjologii mediów oraz sekcji public relations. Została szefową zespołu ekspertów Fundacji Edukacji Mediów.
Opublikowała m.in. Metafory we współczesnej reklamie, Perswazyjność w komunikacji wizerunkowej i języku.
Na wniosek Kapituły została uhonorowana Nagrodą Krajowej Rady Radiofonii i Telewizji im. dr. Pawła Stępki za 2020 rok postanowieniem KRRiT, a za całokształt pracy naukowej – zaangażowanie dydaktyczne i organizatorskie w 2018 roku została uhonorowany nagrodą Rektora Uniwersytetu Papieskiego Jana Pawła II w Krakowie.

## Wybrane publikacje
Autorka artykułów oraz książek z obszaru teorii mediów, etyki, komunikacji perswazyjnej i wizerunkowej, przede wszystkim w zakresie reklamy i public relations.

### Komunikowanie perswazyjne w aspekcie wykorzystania idei jako nośników znaczeń
1. [1] K. Cymanow-Sosin, Lokowanie idei w reklamie. Studium analityczno-badawcze na podstawie treści w polskiej wersji serwisu YouTube, Wydawnictwo Adam Marszałek, Toruń 2020.
2. [2] K. Cymanow-Sosin, Perswazyjność w komunikacji wizerunkowej i języku, Wydawnictwo Petrus, Kraków 2020.
3. [3] K. Cymanow-Sosin, Metafory we współczesnej reklamie, Wydawnictwo Naukowe Grado, Toruń 2010.
4. [4] K. Cymanow-Sosin, Specific nature of values in contemporary advertising based on the narration about home-community, eds. Megatrends and media. Digital Universe, Z. Bučková, L. Rusňáková, M. Solík, Faculty of Mass Media Communication University of Ss. Cyril and Methodius in Trnava, Trnava 2019, s. 488-500.
5. [5] K. Cymanow-Sosin, Lokowanie idei rodziny w komunikacji perswazyjnej w Sieci na przykładzie kampanii crossmedialnych koncernów międzynarodowych, „Horyzonty Wychowania”, 19 (49), Akademia Ignatianum, Kraków 2020, s. 89-100.
6. [6] K. Cymanow-Sosin, Sacrum i profanum w komunikacji perswazyjnej - na przykładzie magii w reklamie, w: Przekonać, pozyskać, skłonić. Re-wizje. Teoretyczne i praktyczne aspekty Propagandy, red. M. Sokołowski, Wydawnictwo Adam Marszałek, Toruń 2020, s. 291-304.
7. [7] K. Cymanow-Sosin, Reklama multimedialna – w poszukiwaniu paradygmatu badawczego komunikatów perswazyjnych, w: Współczesne media. Problemy i metody badań nad mediami, t. 1, red. I. Hofman, D. Kępa-Figura, Wydawnictwo UMCS, Lublin 2019, s. 157-168.
8. [8] K. Cymanow-Sosin, Projektowanie i produkcja w komunikacji wizerunkowej na przykładzie obrazów reklamowych, w: W poszukiwaniu fundamentów nauk o mediach, red. K. Wolny-Zmorzyński, A. Lewicki, Oficyna Wydawnicza ATUT – Wrocławskie Wydawnictwo Oświatowe 2019, s. 111-125.
9. [9] K. Cymanow-Sosin, M. Ciechanowski, T. Podlewski, Prawda, postprawda, fałsz – konteksty medialnych kryzysów wizerunkowych na przykładzie kampanii promocyjnej i reklamowej filmu pt. Botoks, „Studia de Cultura”, Kraków 2019, s. 90-100.
10. [10] K. Cymanow-Sosin, Etyczno-aksjologiczny wymiar komunikacji reklamowej – odpowiedzialność społeczna i dobro w mediach, w: Z teorii i praktyki komunikacji społecznej. Stan i rozwój badań w Polsce, red. K. Konarska, A. Lewicki, P. Urbaniak, Wydawnictwo Libron, Kraków 2018, s. 191-210.
11. [11] K. Cymanow-Sosin, „Niestosowność” i tabu we współczesnej reklamie – shockvertising czy prawo do wyrażania własnych poglądów w mediach? w: Wzrokocentryzm, wizualność, wizualizacja we współczesnej kulturze, Wydawnictwo Akademii Ignatianum, Kraków 2017, s. 119-136.
12. [12] K. Cymanow-Sosin, Reklama wizerunkowa jako forma budowania kapitału społecznego opartego na zaufaniu w: Молодежные научные чтения: наука, образование, бизнес. Материалы заочной научно-практической конференции с международным участием, Wydawnictwo Nasza Poligrafia, Kaługa 2017, s. 114-122.
13. [13] K. Cymanow-Sosin, Perswazja i manipulacja jako zjawiska kontekstowe na przykładzie reklam sektora usług instytucji rynku finansowego, „Naukowy Przegląd Dziennikarski” 2015 (2), Rzeszów, s. 48-64.
14. [14] K. Cymanow-Sosin, P. Cymanow, Oddziaływanie przekazu reklamowego w świetle odkryć psychologii konsumenta, w: „Krakowskie Studia Małopolskie” 2007 (11), Toruń, s. 128-146. [Wkład K. Cymanow-Sosin w powstanie artykułu był zasadniczy (tworzenie hipotezy badawczej, pomysł podjęcia i wykonania badań (przeprowadzenie i opracowanie analiz). Wkład drugiego Autora był dopełniający, głównie w zakresie przeglądu literatury na temat zachowań konsumenckich oraz konsultacji w zakresie wykorzystania metody i opisania wniosków do artykułu.]
15. [15] K. Cymanow-Sosin, Fotografia reklamowa a pamięć twórcy. Fotokompozycje Ryszarda Horowitza, w: „Annales Universitatis Paedagogicae Cracoviensis, Studia Historicolitteraria” 2006 (6), s. 217-225.

### Public relations w kontekście troski o prawdziwy wymiar komunikacji w oparciu o budowanie pozytywnych relacji z otoczeniem
1. [16] K. Cymanow-Sosin, Wyznaczniki dziennikarstwa preewangelizacyjnego – kompozycja standardów w oparciu o model 4P, „Kultura-Media-Teologia”, 2020 (41), s. 175-191.
2. [17] K. Cymanow-Sosin, Od medialnych obszarów przemilczeń po onkocelebrytyzm. Studium przypadku ks. Jana Kaczkowskiego, w: Prywatność w sieci  – dobro osobiste czy społeczne, red. M. Drożdż, Biblos, Tarnów 2017, s. 31-45.
3. [18] K. Cymanow-Sosin, Dialogowość i komunikacja społeczna z młodymi w działaniach współczesnego Kościoła katolickiego, „Studia Socialia Cracoviensia” 2015, 7(1),  s. 49-60.
4. [19] K. Cymanow-Sosin, Dialog jako forma maksymalizacji skuteczności działań w zakresie public relations Kościoła katolickiego - wyniki badań, w: Media w dialogu – mury czy mosty, red. M. Drożdż, Biblos 2015, s. 361-378.
5. [20] K. Cymanow-Sosin, Strategie public relations jako narzędzie integracji w budowaniu wspólnoty Kościoła katolickiego, „Studia Socialia Cracoviensia” 2014, 6 (1), s. 109-128.
6. [21] K. Cymanow-Sosin, Zarządzanie własnym wizerunkiem, czyli sztuka skutecznego komunikowania się z otoczeniem, w: Kompendium wiedzy o pisaniu i obronie prac dyplomowych, red. T. Wojewodzic, Ł. Satoła i P. Cymanow, Kraków 2014, s. 83-98.

### Język w mediach – jakość porozumiewania się w odniesieniu do zasad etyki i estetyki słowa
1. [22] K. Cymanow-Sosin, Hate speech – ethical framework of communication and subjective accountability towards the fighting words, “Media Studies” 2018, 3 (74), s. 117-126. K. Cymanow-Sosin, Mowa nienawiści – etyczne ramy komunikowania i podmiotowa odpowiedzialność wobec walczących słów, „Studia Medioznawcze” 2018, 3 (74), s. 117-126.
2. [23] K. Cymanow-Sosin, Mowa nienawiści we współczesnej przestrzeni medialnej – diagnoza koncepcji „walczących słów” w aspekcie etyki słowa, „Rocznik Medioznawczy PAU”, t.1, 2018, Polska Akademia Umiejętności, Kraków 2019, s. 81-88.
3. [24] K. Cymanow-Sosin, Hejt a etyka słowa - od niestosowności do agresji na przykładzie analizy języka w komentarzach internetowych w: Media, biznes, kultura, t. 2: Medialne kreacje wizerunkowe - obraz i słowo, red. B. Czechowska-Derkacz, D. Chomik, J. Wojsław, Wydawnictwo Uniwersytetu Gdańskiego 2018, s. 54-74.
4. [25] K. Cymanow-Sosin, Plotka w dziennikach opiniotwórczych – od informacji do astroturfingu w: Język a Media. Wzory komunikacji we współczesnych mediach, red. B. Skowronek, E. Horyń, A. Walecka-Rynduch, Uniwersytet Pedagogiczny 2018, s. 13-28.
5. [26] K. Cymanow-Sosin, K. Drąg, Obraz ekonomicznej migracji Ukraińców do Polski w nowych mediach - zróżnicowane formy zagrożenia w tekstach polskojęzycznych, „Kultura Media Teologia” 2017 (29), s. 58-68.

### Analizy mediów i ich monitoring – etyczno-aksjologiczny wymiar komunikacji zapośredniczonej
1. [27] Etyczność w mediach – między pogardą a szacunkiem, red. M. Drożdż, K. Cymanow-Sosin, Biblos, Tarnów 2017, s. 340.
2. [28] K. Cymanow-Sosin, M. Ciechanowski, W poszukiwaniu fundamentalnych wartości w mediach – recepcja słuchaczy radiowych programów wieczornych, M. Drożdż, S. Soczyński, Etyka mediów. Prawdziwe media – prawda i uczciwość w mediach, nr 17, Biblos, Tarnów 2020, s. 257-266.
3. [29] K. Cymanow-Sosin, M. Drożdż, Analiza zawartości przekazów telewizyjnych w programach informacyjnych na przykładzie monitoringu TVP Info, „Media Biznes Kultura” 2019, 1(6), s. 23-41.
4. [30] M. Drożdż, K. Cymanow-Sosin, Monitoring programów informacyjnych na przykładzie nadawcy publicznego w aspekcie etycznym i prawnym dotyczącym misyjności i zawodu dziennikarskiego, „Media Biznes Kultura”, 2019 1(6), s. 9-21.
5. [31] K. Cymanow-Sosin, Radio Kraków jako medium cieszące się dużym zaufaniem społecznym – analiza serwisów informacyjnych, „Studia Socialia Cracoviensa” 2017, 2 (17), s. 54-74.
6. [32] K. Cymanow-Sosin, Etyczny wymiar kreowania sytuacji kryzysowej w procesie przygotowań do Światowych Dni Młodzieży, w: Etyka mediów – utopia czy powinność, Biblos, Tarnów 2018, s. 131-146.
7. [33] M. Drożdż, K. Cymanow-Sosin, Troska o etyczność dziennikarstwa i mediów w „Zeszytach Prasoznawczych”, Zeszyty Prasoznawcze. Analiza zawartości (1957-2012) – metody, tematy, autorzy, red. M. Kawka, R. Filas, P. Płaneta, Wydawnictwo Uniwersytetu Jagiellońskiego 2016, s. 131-147.

### Rola uniwersytetu jako  przestrzeni kompetentnego poznawania prawdy
1. [34] K. Cymanow-Sosin, K. Drąg, M. Drożdż, Development of information competences to use internet resources – subject and goal of university education. University as a space for competent development of knowledge of the truth, ICERI2019: Conference Proceedings, 12th International Conference of Education, Research and Innovation, IATED Academy, Seville 2019, DOI tomu: 10.21125/iceri.2019, DOI artykułu: 10.21125/iceri.2019.2754.
2. [35] Vivat Academia – Uniwersytet w myśli Jana Pawła II – antologia tekstów, red. M. Drożdż, K. Drąg, K. Cymanow-Sosin, Wydawnictwo Naukowe Uniwersytetu Papieskiego Jana Pawła II, Kraków 2019, s. 218.
3. [36] K. Cymanow-Sosin, Wkład Walerego Pisarka w rozwój Instytutu Dziennikarstwa i Komunikacji Społecznej UPJPII, „Zeszyty Prasoznawcze” 2019, t. 62, 2 (238), s. 245-256.
4. [37] M. Drożdż, K. Drąg, K. Cymanow-Sosin, Myślenie ku dobru i prawdzie jako misja uniwersytetu, w: Vivat Academia. Uniwersytet w myśli Jana Pawła II – antologia tekstów, red. M. Drożdż, K. Drąg, K. Cymanow-Sosin, Wydawnictwo Naukowe Uniwersytetu Papieskiego Jana Pawła II, Kraków 2019, s. 7-18.
5. [38] K. Cymanow-Sosin, K. Drąg, M. Drożdż, Myślenie o Ojczyźnie św. Jana Pawła II, w: Jan Paweł II. Polska – to jest moja Matka, moja Ojczyzna. Antologia tekstów, red. K. Cymanow-Sosin, K. Drąg, M. Drożdż, Wydawnictwo Naukowe Uniwersytetu Papieskiego Jana Pawła II 2018, s. 7-25.
6. [39] K. Cymanow-Sosin, K. Drąg, Edukacja medialna dzieci na przykładzie współpracy Fundacji Uniwersytet Dzieci i Akademickiego Centrum Medialnego, w: Język Polski w Szkole. SPE. Wokół zdolności i trudności, red. M. Bolińska, Wydawnictwo Pedagogiczne ZNP, Kielce 2018, s. 31-48.
7. [40] K. Cymanow-Sosin, Nowe technologie w kreowaniu wizerunku Uniwersytetu. Recepcja studentów dziennikarstwa i komunikacji społecznej Uniwersytetu Papieskiego Jana Pawła II w Krakowie, w: Komunikowanie społeczne w dobie nowych technologii, red. D. Piontek, Sz. Ossowski, ToC, Poznań 2017, s. 143-164.
8. [41] K. Cymanow-Sosin, Budowanie wizerunku instytucji niekomercyjnej na przykładzie uczelni kościelnej – wybrane narzędzia public relations, „Kultura-Media-Teologia” 2017 (30), s. 9-29.

### Zagadnienia poświęcone kulturze i literaturze oraz kwestiom społecznym
1. [42] K. Cymanow-Sosin, Idea nowoczesnego państwa wobec cywilizacyjnych wyzwań na podstawie działalności medialnej Jerzego Giedroycia w: Redaktor. 20 lat bez „Kultury” red. I. Hofman, współpraca: E. Górka, J. Maguś, Wydawnictwo Uniwersytetu Marii Curie-Skłodowskiej, Lublin 2020, s. 39-54.
2. [43] K. Cymanow-Sosin, Powrót do korzeni - życiopisanie i pamięć ukryta w twórczości ludzi gór w: Z badań nad twórczością literacką i artystyczną w górskich regionach Europy, red. Z. Przerembski, Zakopiańskie Centrum Kultury, Międzynarodowy Festiwal Folkloru Ziem Górskich, Zakopane 2019, s. 9-20.
3. [44] M. Drożdż, K. Drąg, K. Cymanow-Sosin, Obecność i świadectwo życia Joanny Beretty Molli, analiza zawartości przekazów prasowych na wybranych przykładach w: Św. Joanna Beretta Mola. Komunikacja i Oddziaływanie Społeczne, red. R. Nęcek, J. Sobczyk-Pająk, Wydawnictwo Naukowe Uniwersytetu Papieskiego Jana Pawła II 2019, s. 63-88.
4. [45] Polska – to jest moja matka, moja Ojczyzna, Kraków, Wydawnictwo Naukowe Uniwersytetu Papieskiego Jana Pawła II w Krakowie, red. K. Cymanow-Sosin, K. Drąg, M. Drożdż, Kraków 2018.
5. [46] P. Cymanow, K. Cymanow-Sosin, Determinanty decyzji w zakresie powrotów z zagranicznych wyjazdów zarobkowych mieszkańców obszarów peryferyjnych, „Nierówności społeczne a wzrost gospodarczy” 2017, 51 (3), Wydawnictwo Uniwersytetu Rzeszowskiego, Rzeszów 2017, s. 354-365.
6. [47] A. Florek-Paszkowska, P. Cymanow, K. Cymanow-Sosin, Multi-criteria assessment of risk in the management of a food industry enterprise with the application of the Analytic Network Process, w: International Journal of Science Technology and Management, 2014, s. 207-214.
7. [48] K. Cymanow-Sosin, Motyw drzewa w twórczości poetyckiej Władysława Orkana i Juliana Kawalca, w: Wokół Władysława Orkana. Aspekty literackie, kulturowe i medialne, red. B. Faron, Wydawnictwo Abaton, Kraków 2011, s. 321-332.
8. [49] K. Cymanow-Sosin, Polska literatura współczesna w intermedialnym uścisku. Wpływ strategii marketingowych i promocyjnych na percepcję czytelniczą, „Annales Universitatis Paedagogicae Cracoviensis, Studia Historicolitteraria” 2009 (9), Wydawnictwo Naukowe Uniwersytetu Pedagogicznego w Krakowie,  s. 16-26.

Artykuły naukowe, które ukazały się przed obroną pracy doktorskiej:
1. [50] K. Cymanow-Sosin, Podróż ludzi księgi Olgi Tokarczuk jako artystyczne motto debiutantki, „Annales Universitatis Paedagogicae Cracoviensis, Studia Historicolitteraria” 2007 (7), Wydawnictwo Naukowe Akademii Pedagogicznej w Krakowie, s. 172-185.
2. [51] K. Cymanow-Sosin, Dlaczego reklama może być interesująca dla literaturoznawcy?, „Annales Universitatis Paedagogicae Cracoviensis, Studia Historicolitteraria” 2004 (4), Wydawnictwo Naukowe Akademii Pedagogicznej w Krakowie, s. 251-268.
3. [52] K. Cymanow-Sosin, Metafory w reportażu lat 70. Polskie paradoksy?, „Rocznik Naukowy Akademii Pedagogicznej” 2003 (3), Wydawnictwo Naukowe Akademii Pedagogicznej w Krakowie, s. 233-255.
4. [53] K. Cymanow-Sosin, Dom dzienny, dom nocny – Olgi Tokarczuk. W poszukiwaniu utraconej tożsamości, „Rocznik Naukowy Akademii Pedagogicznej” 2002 (2), Wydawnictwo Naukowe Akademii Pedagogicznej w Krakowie, s. 167-177.

### Publikacje popularnonaukowe i popularyzujące wiedzę, redakcja podręczników i skryptów oraz ekspertyzy i opracowania
1. [54] K. Cymanow-Sosin, Ogólnopolska konferencja „W poszukiwaniu fundamentów nauk o mediach” Kraków, 20 marca 2018, „Studia Medioznawcze” 2018, 2 (73), s. 154-158.
2. [55] K. Cymanow-Sosin, K. Białończyk, Prasa krakowska w 100. rocznicę odzyskania niepodległości. Sprawozdanie z konferencji, „Studia Socialia Cracoviensia” 2018, 10 (2), s. 210-212.
3. [56] K. Cymanow-Sosin, A. Teler, Odnaleźć się w sieci. Sprawozdanie z konferencji Lost or found in Web? Report from the conference, „Studia Socialia Cracoviensia” 2018, 10 (2), s. 213-214.
4. [57] K. Cymanow-Sosin, Graduacja magisterska 2017 – sprawozdanie, „Studia Socialia Cracoviensia” 2017, 10 (2), s. 100-112.
5. [58] K. Cymanow-Sosin, Każdy pragnie być u siebie. Sprawozdanie z kongresu, „Studia Socialia Cracoviensia” 2017, 9 (2), s. 227-230.
6. [59] K. Cymanow-Sosin, M. Drożdż, O zaufaniu w mediach i do mediów. Sprawozdanie z XI Konferencji Etyki Mediów, „Studia Socialia Cracoviensia” 2017, 10 (2), s. 221-224.
7. [60] K. Cymanow-Sosin, Perspektywy rozwoju studiów nad mediami. Sprawozdanie z konferencji, „Studia Socialia Cracoviensia” 2017, 9 (1), s. 225-228.
8. [61] K. Cymanow-Sosin, O komunikowaniu społecznym w dobie nowych technologii. Sprawozdanie z kongresu „The social communication in the era of new technologies”, „Studia Socialia Cracoviensia” 2016, 8 (2), s. 225-228.
9. [62] K. Cymanow-Sosin O kulturze regionów. Sprawozdanie z kongresu “The culture of the regions”, „Studia Socialia Cracoviensia” 2016, 8 (2), s. 229-231.
10. [63] K. Cymanow-Sosin, In memoriam śp. ks. Andrzeja Baczyńskiego. Wspomnienie, „Studia Socialia Cracoviensia” 2016, 8 (2), s. 233-236.

### Komunikacja społeczna i promocji idei
1. [64] J. Siewiora, G. Godawa, K. Cymanow-Sosin (eds.), Miejsce i rola rodziców w budowaniu i funkcjonowaniu rodzin ich dzieci, Wydawnictwo Naukowe UPJPII, Kraków 2023, s. 254.
2. [65]  K. Cymanow-Sosin, D. Tabor (eds.), Aeropagi XIX i XX wieku. Książka — media — komunikacja jako nośniki wartości. Zmartwychwstańcy w kręgu mediów i wartości, Wydawnictwo Naukowe UPJPII, Kraków 2023  s. 137.
3. [66] K. Cymanow-Sosin, M. Ciechanowski, Specyfika dziennikarstwa jakościowego w audycjach wieczornych rozgłośni katolickich – rekomendacje dla twórców programów o tematyce ewangelizacyjnej, „Teologia i Moralność”, Volumen 17 (2022), numer 2 (32), s. 411-441.
4. [67] K. Cymanow-Sosin, P. Cymanow, Medialne i komunikacyjne oblicza zarządzania relacjami interpersonalnymi w perspektywie zjawiska katalaksji, w: J. Siewiora, G. Godawa, Cymanow-Sosin k., Miejsce i rola rodziców w budowaniu i funkcjonowaniu rodzin ich dzieci, Wydawnictwo Naukowe UPJPII, Kraków 2023, s. 161-181.
5. [68] K. Cymanow-Sosin, Komunikacja interpersonalna i instytucjonalna w sytuacjach kryzysu – porozumiewanie się w rodzinie dotkniętej niepowodzeniem położniczym, w: Odeszły, aby żyć wiecznie, P. Guzdek (red.), 2023, s. 179-196.
6. [69] K. Cymanow-Sosin, K. Zając, Kompetencje komunikacyjno-medialne jako istotny elementy preewangelizacji – analiza zasobów sieciowych Zgromadzenia Zmartwychwstańców w prowincji polskiej, w: K. Cymanow-Sosin, D. Tabor, Aeropagi XIX i XX wieku. Książka —  media — komunikacja jako nośniki wartości. Zmartwychwstańcy w kręgu mediów i wartości, Wydawnictwo Naukowe UPJPII, Kraków 2023  s. 11-27.
7. [70] K. Cymanow-Sosin, M. Ciechanowski, W poszukiwaniu fundamentalnych wartości w mediach – recepcja radiowych programów wieczornych, w: Prawdziwe media – prawda i uczciwość w mediach, pod redakcją Michała Drożdża i Sławomira Soczyńskiego, seria: Etyka mediów 17, Wydawnictwo Biblos: Tarnów 2020, s. 325-336, ISBN 978-83-7793-831-7.
8. [71] K. Cymanow-Sosin, Od siły autorytetu po moc dialogu – wyznaczniki komunikowania Benedykta XVI w świetle personalistycznej koncepcji komunikacji ewangelizacyjnej, w: Benedykt XVI, R. Nęcek (ed.), (w druku).

### Edukacja medialna - wybrane aspekty komunikacyjne, ekonomiczne i społeczne
1. [72] P. Cymanow, K. Cymanow-Sosin, Ł. Paluch, K. Tenerowicz, Nowe media. Edukacja, finanse, zarządzanie, Kraków 2023, s. 149.
2. [73] K. Cymanow-Sosin (ed.), Edukacja medialna, Kraków 2023, s. 206.
3. [74] K. Cymanow-Sosin, P. Cymanow, Współczesne trendy badawcze w komunikacji perswazyjnej – od zarządzania do neuronauki, „Media-Biznes-Kultura” 2022, nr 1(12), s. 29-47.
4. [75] K. Cymanow-Sosin, K. Wysocka, Reportaż radiowy jako przejaw dziennikarstwa jakościowego na przykładzie audycji w Radiu Kraków, „Kultura-Media-Teologia”, 2022 nr 52, s. 73-94.
5. [76] K. Cymanow-Sosin, P. Cymanow, M. Ciechanowski, Reklama jako przykład perswazyjności medialnej z wykorzystaniem nowoczesnych typów narracji, Medialingwistyka, Реклама как пример медиальной персуазии с использованием современных типов нарратива, К. Циманов-Сосин1, П. Циманов2, М. Чехановский1, Sankt Petersburg 2022.
6. [77] K. Cymanow-Sosin, Edukacja medialna w kontekście nabywania kompetencji komunikacyjnych – ideał czy konieczność?, w: Edukacja medialna, K. Cymanow-Sosin (red.), Kraków 2023, s. 10-24.
7. [78] K. Cymanow-Sosin, K. Tenerowicz, K. Mlyczynski, Wolność słowa a cenzura mediów tureckich w kontekście nowelizacji ustawy o social mediach, „Teologia i moralność” 2023 nr 18 (2/34), Uniwersytet A. Mickiewicza w Poznaniu.
8. [79] K. Cymanow-Sosin, Zastosowanie komunikacyjnego modelu 4K w misji ewangelizacyjnej wobec młodego pokolenia, „Kultura-Media-Teologia” 2024, s. 39-64. DOI: 10.21697/kmt.2023.56.04.
9. [80] K. Cymanow-Sosin, Kompendium wiedzy o edukacji medialnej, Wyd. Homini, Kraków 2023.
10. [81] K. Cymanow-Sosin, II Ogólnopolska Konferencja Hejting i trolling w internecie (26 września 2023 r.), „Studia Medioznawcze” 2023, DOI: 10.33077/uw.24511617.sm.2023.4.777.

### Najnowsze publikacje
1. [82] K. Cymanow-Sosin, K. Tenerowicz, P. Cymanow, Media przyszłości – wybrane aspekty komunikacyjne, ekonomiczne i edukacyjne, Kraków 2024 (dostęp on line).
2. [83] K. Cymanow-Sosin, M. Ciechanowski, Dziennikarstwo kwalitatywne w procesie ewangelizacji, Wydawnictwo Benedyktynów Tyniec 2024, (przygotowane w druku).
3. [84] K. Cymanow-Sosin, Edukacja medialna w kontekście nabywania kompetencji komunikacyjnych, w: Edukacja medialna – zasady funkcjonowania w świecie nowych mediów, red. K. Cymanow-Sosin, Kraków 2023 (dostęp on line)..
4. [85]  K. Cymanow-Sosin, P. Cymanow, Ł. Paluch, Media talk – debaty eksperckie o edukacji medialnej jako element współpracy środowiska naukowego z mediami i otoczeniem społeczno-gospodarczym, w: w: Edukacja medialna – zasady funkcjonowania w świecie nowych mediów, red. K. Cymanow-Sosin, Kraków 2023.
5. [86] K. Cymanow-Sosin, P. Cymanow, Ł. Paluch, Media View – cykl filmów o zasadach edukacji medialnej w zakresie: etyki, socjologii, komunikacji społecznej, dziennikarstwa, prawa, ekonomii i zarządzania, w: w: Edukacja medialna – zasady funkcjonowania w świecie nowych mediów, red. K. Cymanow-Sosin, Kraków 2023.
6. [87] K. Cymanow-Sosin, D. Tabor, Wstęp, Zmartwychwstańcy w kręgu mediów i wartości, Wyd. Naukowe Uniwersytet Papieskiego Jana Pawła II w Krakowie, pod. red. K. Cymanow-Sosin, D. Tabor, s. 4-10.
7. [88] K. Cymanow-Sosin, J. Siewiora, G. Godawa, Wstęp, w:  Miejsce i rola rodziców w budowaniu i funkcjonowaniu rodzin ich dzieci, Wyd. Naukowe Uniwersytet Papieskiego Jana Pawła II w Krakowie, Kraków 2023, pod red. Klaudia Cymanow-Sosin; Jacek Siewiora; Grzegorz Godawa.
8. [89] K. Cymanow-Sosin, M. Ciechanowski, Ewangelizacja w mediach. Rola i znaczenie formatowania przekazów na przykładzie wybranych stacji radiowych, Wydawnictwo Homini, Kraków 2024 (dostęp on line).

### Reviews
1. [90] „Etyka Public Relations”, II edition of the conference "Etyka Public Relations", Warszawa 26 marca 2021.
2. [91] „Księga jako najlepszy hołd złożony człowiekowi pełnemu pasji naukowych i czytelniczych” – Review and introduction to the book, prof. W. Micha, L. Pokrzycka, J. Nowak, UMCS, Lublin 2022.
3. [92] "Komunikowanie polityczne i publiczne w nowych mediach", red. Agnieszka Grzechynka, Katarzyna Szmyd, Wydawnictwa Naukowego Uniwersytetu Ignatianum w Krakowie.

Artykuły publikowane na łamach „Konspektu”, „Vita Adacemica”, „Suplementu”, „Dziennika Polskiego”, m.in. cykl rozmów z Rektorami krakowskich szkół wyższych, scenariusze słuchowisk radiowych („Radio Kraków”), scenariusz do filmu, współautorstwo i prowadzenie programu "Informator Regionalny – TVP Kraków” i wywiady, m.in.: 
1. G. Heród, Koronawirus. Informacje o koronawirusie to nie manipulacja. Perswazja? Jak najbardziej - rozmowa z dr Klaudią Cymanow-Sosin, „Nasze miasto”, Bochnia, 2020, https://bochnia.naszemiasto.pl/.
2. G. Heród, Odwaga, wiedza, pasja – rozmowa z Klaudią Cymanow-Sosin, BIM, nr 3 (294) rocznik XXVI, 2018, s. 29-31.
3. M. Zając, Hejt boli, „Tak rodzinie” 2017, nr 6 (120), s. 11-12.
4. O. Mieczyńska, Dynamika świata reklam[34], 2021, TV Orion.